# فيليس ماغواير
فيليس ماغواير (بالإنجليزية: Phyllis McGuire)‏ هي مغنية أمريكية، ولدت في 14 فبراير 1931 في ميدلتاون في الولايات المتحدة.

## روابط خارجية
- فيليس ماغواير على موقع IMDb (الإنجليزية)
- فيليس ماغواير على موقع قاعدة بيانات الفيلم (الإنجليزية)